# Lubusz Land
Lubusz Land (polsk: Ziemia lubuska; tysk: Land Lebus) er en historisk region og kulturlandskab i Polen og  Tyskland på begge sider af floden Oder.
Det sumpede område  var oprindeligt beboet af  de vestslaviske folk Lechiter (en), og lå øst for Markgrevskabet Brandenburg og vest for Storpolen, syd for Pommern og nord for Schlesien og Nedre Lausitz. I øjeblikket ligger dens østlige del i det polske voivodskabet Lubusz, den vestlige del med dens historiske hovedstad Lebus (Lubusz) i den tyske delstat Brandenburg.

## Historie
Da kong Henrik Fuglefænger i 928 krydsede floden Elben for at erobre Veleti-landene, underkuede han ikke Leubuzzi-folket, der bosatte sig ved floden  Spree. Deres territorium var enten allerede arvet af den første polske hersker Mieszko 1. (~960-992) eller erobret af ham i den tidlige periode af hans styre. Efter Mieszkos' død overgik hele landet til hans søn hertug, og senere konge, Bolesław 1. den Modige. Efter at den tyske markgrevskab Nordmark gik tabt i et slavisk oprør i 983, blev hertug Bolesław og kong Otto 3. i 991  i Quedlinburg enige om i fællesskab at erobre det resterende territorium fra Luticiet, Otto  fra vest og Bolesław starter fra Lubusz i øst. Det lykkedes dog ikke. I stedet indgik Ottos efterfølger kong Henrik 2. af Tyskland i den stigende konflikt om den tilstødende Lusatia en alliance med Lutici og angreb gentagne gange Bolesław.